# Francesc Malgosa Riera
Francesc Malgosa Riera (Terrassa, 16 d'agost de 1926 - Barcelona, 10 de juliol de 2018) va ser un teòleg, periodista, escriptor, poeta i sacerdot català, cofundador de "Catalunya Cristiana".

## Biografia
Format al Seminari Conciliar de Barcelona, es va ordenar sacerdot el 4 de març de 1951 a la parròquia barcelonina de Sant Josep Oriol. El seu primer destí pastoral el va portar a Sant Joan d'Horta, on va ser coadjutor. El 1952 va treballar, també com a coadjutor, a Santa Maria d'Olesa de Montserrat i a Sant Joan i Sant Josep de Mataró, i tres anys després a la parròquia barcelonina de Sant Miquel del Port. Rector de la parròquia de Sant Martí de Montnegre (1956-2010), va ocupar la rectoria de Sant Martí de Mosqueroles (1987) i va treballar a la parròquia de Sant Martí de Sant Celoni. Posteriorment, va ser administrador apostòlic de Sant Joan de Campins (1994), Sant Julià del Montseny (1995) i novament a Sant Joan de Campins (1999).
El 15 de juny de 2004, es va incardinar en la recentment creada diòcesi de Terrassa. Destinat a la parròquia de Sant Martí de Montnegre, el seu últim encàrrec pastoral es va desenvolupar en diverses parròquies de Montseny, fins a la seva jubilació el 2010. Es va traslladar a Barcelona, on va viure fins que va morir a la residència sacerdotal de Sant Josep Oriol. Ha donat el seu cos a la ciència.

## Catalunya Cristiana
El 1979, Joan Evangelista Jarque i Jutglar li va comentar la idea d'editar un seminari cristià que reflectís la vida de l'Església a Catalunya. Malgosa va trigar "trenta segons a donar-li un si, que va brollar ferma i a el mateix temps tímid i tremolós del més profund del meu jo", segons va afirmar al comentar l'origen de la revista, de la qual va ser cofundador i sotsdirector des dels començaments de la revista el 1979 fins a 1993, en què tant Jarque com ell van ser substituïts per Manuel Valls i Jaume Planas.